# Marie-Josèphe Sublet
Pour les articles homonymes, voir Sublet (homonymie).
Marie-Josèphe Sublet, née le 10 février 1936 à Lyon (Rhône), décédée le 28 janvier 2024, est une femme politique française. Physicienne-chimiste de formation, elle a été maire de Feyzin de 1977 à 1989 et députée de 1981 à 1993.

## Biographie
Marie-Josèphe Feschet nait le 10 février 1936 à Lyon. Elle est l'aînée d'une fratrie de neuf enfants. Sa famille s’installe à Feyzin, en banlieue de Lyon, en 1938. Après des études au lycée de Saint-Just puis des études supérieures, elle s'engage dans une carrière de physicienne-chimiste chez Rhône-Poulenc implantée près de la raffinerie de Feyzin. 
En 1960, elle épouse Bernard Sublet, qui meurt un mois plus tard dans un accident de la route, ce qui a pour effet de réorienter sa carrière. Marie-Jo Sublet, engagée dans le christianisme de gauche, devient travailleuse familiale, puis est nommée, en 1972, directrice de l’Association aide et intervention à domicile (Adiaf). Dans les années 1970, elle a aussi dirigé l’Organisation régionale loisirs et culture (ORLEC), organisant des séjours de vacances pour jeunes défavorisés.
L'engagement syndical de Marie-Jo Sublet, elle est membre de la CFDT, l'amène à la politique. Élue conseillère municipale de Feyzin en 1965, elle conduit une liste socialo-communiste au municipales de 1977 et devient maire de la commune en 1977. Elle le restera jusqu'en 1989. Parallèlement, elle est députée, de 1981 à 1993. 
À Feyzin, elle contribue à la création de plusieurs équipements, une salle de concert (l'Épicerie moderne), la bâtiment abritant de nos jours la médiathèque de la ville, le centre communautaire de loisirs Les 3 cerisiers, et plusieurs équipements sportifs.
Nommée chevalier de la Légion d’honneur en 1998, elle se met progressivement en retrait de la politique tout en restant active, notamment à l'Union confédérale des retraités CFDT, où elle contribue à la mise en place de l’allocation personnalisée d'autonomie. Passionnée d’art floral , elle continue à contribuer à la vie de sa commune au travers de son association « Des fleurs et des arts ».

## Détail des fonctions et des mandats
Mandats parlementaires
- 21 juin 1981 - 1er avril 1986 : Députée de la 11e circonscription du Rhône
- 16 mars 1986 - 14 mai 1988 : Députée du Rhône
- 12 juin 1988 - 1er avril 1993 : Députée de la 14e circonscription du Rhône